# Піранга вогниста
Піранга вогниста (Piranga bidentata) — вид горобцеподібних птахів родини кардиналових (Cardinalidae).

## Поширення
Вид поширений у Мексиці та Центральній Америці, а також на півдні США (Аризона та захід Техасу). Мешкає у вологих гірських лісах та на відкритих територіях з наявністю великих дерев.

## Опис
Птах завдовжки 18-19 см, вагою 33-48 г. Оперення тіла у самців вогненно-червоне, хвіст чорний, крила чорні з білими смугами, на спині між крилами є чорний крап. На голові навколо очей оперення блідіше, має сіре обрамлення; те саме у самиць. Самиці мають оливково-зелений верх, оливково-жовтий низ та чорні крила з білими смугами як у самців. Дзьоб сірий, ноги чорні.

## Підвиди
Таксон включає чотири підвиди:
- Piranga bidentata bidentata — Північна Мексика, південь США.
- Piranga bidentata citrea van Rossem, 1934 — Коста-Рика, північ Панами.
- Piranga bidentata flammea Ridgway, 1887 — Західна Мексика (штат Наярит, Лас-Трес-Маріас).
- Piranga bidentata sanguinolenta Lafresnaye, 1839 — Східна Мексика, Гватемала, Гондурас і Сальвадор